# Schlachtzone Pazifik
Schlachtzone Pazifik (Originaltitel: Battle Zone) ist ein US-amerikanischer Kriegsfilm aus dem Jahr 1952 von Lesley Selander mit John Hodiak und Linda Christian in den Hauptrollen.

## Handlung
Master Sergeant Danny Young, Kameramann der US Army, meldet sich im Juli 1950 im Trainingscamp der US Marines in Camp Pendleton zum aktiven Dienst im Koreakrieg. Er trifft auf seinen alten Freund Sergeant Mitch Turner, den er seit zwei Jahren nicht gesehen hat. Er verspottet ihn gutmütig für seine Dokumentarfilme, während er selber Aufnahmen von Gefechten gemacht hat. Corporal Andy Sayer ist erfreut, den hochdekorierten Danny zu treffen, der an einer Spezialmission teilnehmen soll. Am nächsten Tag unterrichtet Mitch seine Rekruten und erklärt ihnen, dass auch scheinbar langweilige Aufnahmen für die Dokumentation der Strategie genauso wichtig seien, wie die Schlachtaufnahmen an sich. Danny ist erfreut, dass seine Ex-Freundin Jeanne, eine italienische Rot-Kreuz-Schwester, ihn zum Abendessen eingeladen hat. Es verärgert ihn jedoch zu hören, dass Jeanne nun mit Mitch verlobt ist. Sie vergibt Danny, dass er sie während seines Dienstes in Europa betrogen hat. Danny verlässt wütend das Restaurant, will sich jedoch später für seine Reaktion entschuldigen, doch Jeanne beantwortet seine Nachrichten nicht. Danny will sie besuchen, doch Mitch informiert ihn, dass sie nach Korea verschifft werden. Mitch filmt die Einschiffung und bemerkt Danny, der mit Jeanne spricht, die ihn jedoch stehen lässt.
Innerhalb weniger Tage erreicht der Truppentransporter die anderen Einheiten der Vereinten Nationen in Südkorea. Durch ihre Unterstützung wird die Schlacht, die gerade geschlagen wird, gewonnen. Während Mitch die Köche filmt, um den Angehörigen in der Heimat zu zeigen, wie ihre Männer versorgt werden, fotografiert Danny die sich ergebenden Nordkoreaner. Danny, der über einen eigenen Jeep mit Fahrer verfügt, informiert Mitch, dass Jeanne am folgenden Tag in Seoul ankommen werde. Er schafft es, vor Mitch in Seoul anzukommen und gibt vor, dass Mitch Jeanne zum Mittagessen treffen wolle. Als Mitch ankommt, trifft er beide beim Essen an, was seine Eifersucht erregt. Am folgenden Morgen erkennt Danny, dass Mitch seinen Weckruf abgesagt hat, um mit dem Jeep das Kampfgebiet zuerst zu erreichen. Danny kann einen Hubschrauber requirieren und vor Mitch ankommen. An der Front arbeiten beide dann Seite an Seite.
Ihr nächster Auftrag soll sie nordwärts führen. Danny will zurückbleiben, da er erfahren hat, dass Jeanne mit ihrer Sanitätseinheit nachkommen wird. Als die Nachricht aufkommt, dass der Krieg nicht, wie allgemein erwartet, endet, sondern dass chinesische Einheiten in die Kämpfe eingreifen, sollen die umliegenden Dörfer evakuiert werden. Danny fotografiert die Evakuierungen und folgt dann Mitchs Einheit in den Norden. Da der Nachrichtendienst keine Informationen über die chinesischen Pläne hat, will Mitch mit Andy, Corporal Smitty und einem koreanischen Dolmetscher die Frontlinie überschreiten, um Informationen zu bekommen. Wie erwartet schließt sich Danny der Gruppe an, hinzu kommt eine Gruppe Soldaten, die für ihren Schutz sorgen soll. Als Koreaner verkleidet gelingt es ihnen, Fotos zu machen, die sofort von Meldegängern zum US-Hauptquartier gebracht werden. Danny ist von der Qualität der Fotos nicht begeistert, doch der Colonel des Nachrichtendienstes kann auf den Bildern versteckte Artillerie erkennen.
Mitchs erschöpfte Gruppe erreicht einen Bauernhof, um dort zu rasten. Einer der Meldegänger ist ein Spion, der die Chinesen alarmiert. Die Gruppe gerät in einen Hinterhalt. Zwar kann man den Chinesen entkommen, doch bei dem Kampf wird Andy getötet. Die Amerikaner erbeuten einen Lastwagen, mit dem sie das chinesische Hauptquartier erreichen können. Nachdem das Lager fotografiert wurde, wollen sie wieder zurückfahren, werden jedoch von den Chinesen entdeckt. Die Gruppe muss den Lastwagen hinter sich lassen, um den chinesischen Panzern zu entkommen. Danny wird am Arm verwundet, kann aber mit der Gruppe nach zwei Tagen das Armycamp erreichen. Er gibt Mitch gegenüber zu, dass auch die seiner Meinung nach schlechten Fotos wichtig sein können. Im Lager überlässt Danny Mitch die Ehrung für den Erfolg der Mission. Seine Verwundung wird von Jeanne versorgt, die nun die Uniform einer Sanitäterin der US Army trägt. Danny informiert Mitch, dass er mit Jeanne zurückbleiben wird, während die Truppen zurück in den Kampf ziehen. Mitch ist enttäuscht, dass sich sein Freund nicht geändert hat. Während Mitch mit der Truppe abzieht, versucht Danny erneut, Jeanne zu verführen. Als sie ihn ein weiteres Mal abweist, wird ihm klar, wie sehr sie Mitch liebt. Er springt in seinen Jeep, um der Truppe nachzueilen. Auf der Straße sieht er Mitch und bietet ihm an, mitzufahren.

## Hintergrund
Gedreht wurde der Film vom 23. Juni bis zum 8. Juli 1952 auf dem Marine Corps Base Camp Pendleton.
Robert Priestley war für das Szenenbild zuständig.
In kleinen nicht im Abspann erwähnten Nebenrollen traten Charles Bronson (als Charles Buchinsky), Joel Marston, Alvy Moore, Dorothy Patrick und Gregory Walcott auf.

## Veröffentlichung
Die Premiere des Films fand am 22. Oktober 1952 in Los Angeles statt. In der Bundesrepublik Deutschland kam er am 21. Juni 1957 in die Kinos, in Österreich im Oktober 1957.

## Kritiken
Das Lexikon des internationalen Films schrieb: „Mittelmäßiger Kriegsfilm mit erschütterndem Dokumentarmaterial, von dessen Grauen in die Spielhandlung jedoch nichts eingegangen ist.“
Der Kritiker des TV Guide sah einen Film mit soliden Darstellern und einer guten Mischung aus gespielten Kampfszenen und Archivmaterial.